# Seznam předsedů Sněmovny magnátů

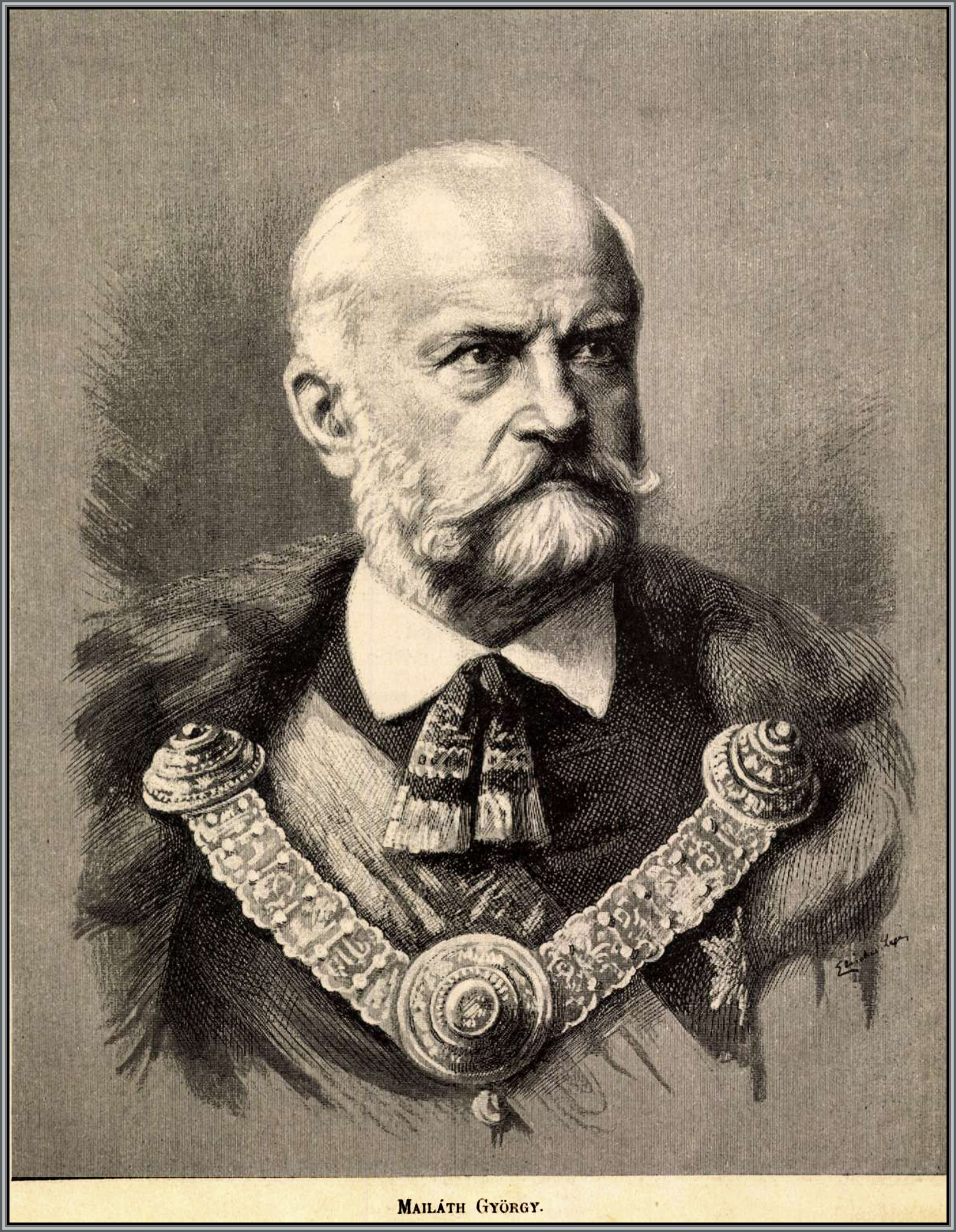
György Mailáth, dlouholetý předseda

Seznam předsedů Sněmovny magnátů představuje úplný chronologický přehled osob, které předsedaly Sněmovně magnátů, tedy horní komoře Uherského zemského sněmu, respektive Maďarského parlamentu. Sněmovna magnátů (főrendiház) byla původně založena během maďarské revoluce v roce 1848 a s přestávkami existovala v letech 1848–1918. Za První Maďarské republiky byla Sněmovna magnátů nahrazena Národní radou. Za Maďarské republiky rad ji nahradilo Národní shromáždění rad. Za Maďarského království v letech 1920–1927 existovalo jednokomorové Národní shromáždění (nemzetgyűlés). V letech 1927–1945 byla Sněmovna magnátů (felsőház) znovu obnovena.

## Seznam

### Období 1848–1918
| Pořadí               | Obrázek                                    | Jméno (rok narození a úmrtí)             | Funkční období                           | Strana                         |
| -------------------- | ------------------------------------------ | ---------------------------------------- | ---------------------------------------- | ------------------------------ |
| 1                    | Georg Majlath junior Litho.jpg             | György Mailáth starší (1786–1861)        | Konzervativní strana                     | 25. června – 31. prosince 1848 |
| 2                    |                                            | Baron Zsigmond Perényi (1783–1848)       | 1. ledna – 11. srpna 1849                | Opoziční strana                |
| 1848–1861 žádný sněm |                                            |                                          |                                          |                                |
| 3                    |                                            | Hrabě György Apponyi (1808–1899)         | 6. dubna – 22. srpna 1861                | Konzervativní strana           |
| 1861–1865 žádný sněm |                                            |                                          |                                          |                                |
| 4                    |                                            | Baron Pál Sennyey (1824–1888)            | 9. prosince 1865 – 22. března 1867       | Deákova strana                 |
| 5                    | Georg von Majlath Litho.jpg                | György Mailáth mladší (1818–1883)        | 22. března 1867 – 29. března 1883 (†)    | Konzervativní strana           |
| 6                    | Szögyeny-Marich Ladislaus Senior Litho.jpg | Hrabě László Szőgyény-Marich (1806–1893) | 25. května 1883 – 7. prosince 1884       | Liberální strana               |
| (4)                  |                                            | Baron Pál Sennyey (1824–1888)            | 16. prosince 1884 – 3. ledna 1888 (†)    | –                              |
| 7                    | Nikolaus Vay Litho.jpg                     | Baron Miklós Vay (1802–1894)             | 17. ledna 1888 – 13. května 1894         | –                              |
| 8                    |                                            | József Szlávy (1818–1900)                | 16. září 1894 – 3. října 1896            | Liberální strana               |
| 9                    |                                            | Vilmos Tóth (1832–1898)                  | 22. listopadu 1896 – 14. června 1898 (†) | Liberální strana               |
| 10                   |                                            | Hrabě Tibor Károlyi (1843–1904)          | 17. června 1898 – 2. října 1900          | Liberální strana               |
| 11                   |                                            | Hrabě Albin Csáky (1841–1912)            | 2. října 1900 – 19. února 1906           | Liberální strana               |
| 12                   |                                            | Hrabě Aurél Dessewffy (1846–1928)        | 17. května 1906 – 10. února 1910         | –                              |
| (11)                 |                                            | Hrabě Albin Csáky (1841–1912)            | 18. června 1910 – 21. září 1912          | Liberální strana               |
| 13                   |                                            | Baron Sámuel Jósika (1843–1915)          | 21. září 1912 – 19. června 1917          | Liberální strana               |
| 14                   |                                            | Hrabě Endre Hadik-Barkóczy (1862–1931)   | 19. června 1917 – 22. června 1918        | Ústavní strana                 |
| 15                   |                                            | Baron Gyula Wlassics (1852–1937)         | 22. června – 16. listopadu 1918          | Ústavní strana                 |

### Období 1927–1945
| Pořadí | Obrázek | Jméno (Rok narození a úmrtí)     | Funkční období                      | Strana         |
| ------ | ------- | -------------------------------- | ----------------------------------- | -------------- |
| (15)   |         | Baron Gyula Wlassics (1852–1937) | 31. ledna 1927 – 8. března 1935     | nezávislý      |
| 16     |         | Bertalan Széchényi (1866–1943)   | 1. května 1935 – 3. června 1943     | nezávislý      |
| 17     |         | Zsigmond Perényi (1870–1946)     | 23. října 1943 – 3. listopadu 1944  | Strana jednoty |
| 18     |         | Jenő Rátz (1882–1952)            | 8. listopadu 1944 – 28. března 1945 | Strana jednoty |